# Plastophora equitans
Plastophora equitans är en tvåvingeart som först beskrevs av Schmitz 1939.  Plastophora equitans ingår i släktet Plastophora och familjen puckelflugor. Inga underarter finns listade i Catalogue of Life.